# Maria Ormani
Maria Ormani, nome completo Maria d'Ormanno degli Albizzi, (nascida em 27 de abril de 1428), foi uma freira agostiniana italiana, copista e iluminadora de manuscritos ativa em Florença.